# Триано, Джей
Джей Триано (англ. Jay Triano; род. 21 сентября 1958 в Ниагара-Фоллс, Онтарио) — канадский профессиональный баскетболист и тренер. В прошлом был главным тренером клуба Национальной баскетбольной ассоциации «Торонто Рэпторс» и ассистентом тренера мужской баскетбольной сборной США, а также тренировал мужскую баскетбольную сборную Канады, был в должности помощника главного тренера в «Сакраменто Кингз». Как игрок Триано был капитаном сборной Канады на двух Олимпиадах — 1984 и 1988 годов.

## Биография
Джей Триано окончил Университет Саймона Фрейзера, был ведущим игроком университетской баскетбольной команды, за четыре сезона установил 11 рекордов университета, включая 2616 набранных очков. Также Триано в последнем сезоне играл за университетскую команду по канадскому футболу и даже был выбран клубом «Калгари Стампидерс» на драфте КФЛ, но свою дальнейшую карьеру предпочёл связать с баскетболом. После окончания обучения Триано был выбран на драфте НБА 1981 года в восьмом раунде клубом «Лос-Анджелес Лейкерс», но в НБА ему так и не довелось сыграть. Свою профессиональную карьеру Триано провёл в Мексике и Турции (играл один сезон за «Фенербахче»).
За национальную баскетбольную сборную Канады Триано играл с 1978 по 1988 годы, был её капитаном с 1981 по 1988 годы. Со сборной Триано играл на трёх Олимпиадах (1980, 1984 и 1988 годов) и нескольких чемпионатах мира, а в 1983 году стал чемпионом летней Универсиады, проходившей в Эдмонтоне. В 1993 году Триано был включён в канадский баскетбольный зал славы.
Триано начал тренерскую деятельность в 1985 году, после назначения ассистентом тренера в его родном Университете Саймона Фрейзера. В 1988 году он был назначен главным тренером университетской команды и руководил ей до 1995 года. В сезоне 1992/1993 Триано также был ассистентом тренера национальной сборной Канады, а в сезоне 1993/1994 как главный тренер руководил молодёжной сборной Канады.
В 1995 году после расширения НБА в Канаду Триано стал директором по связям с общественностью клуба «Ванкувер Гриззлис», а также был комментатором на радиотрансляциях матчей команды. В 1999 году Триано был назначен главным тренером национальной сборной Канады и привёл её к седьмому месту на Олимпийских играх 2000 года в Сиднее. В 2002 году Триано был назначен ассистентом главного тренера «Торонто Рэпторс», работал в тренерских штабах Ленни Уилкенса, Кевина О’Нилла и Сэма Митчелла. В 2005 году Триано был заменён на должности тренера сборной Лео Ротинсом.
После Олимпиады 2008 года Триано был назначен ассистентом мужской сборной США. 3 декабря 2008 года он был назначен исполняющим обязанности главного тренера «Торонто Рэпторс» после увольнения Сэма Митчелла. Триано стал первым канадским тренером в истории НБА. Хотя в сезоне 2008/2009 года ему не удалось вывести команду в плей-офф, 12 мая 2009 года с Триано был подписан постоянный контракт на три года.
17 августа 2012 года Триано был назначен помощником тренера «Портленд Трэйл Блэйзерс». На следующей неделе Триано также был назначен главным тренером сборной Канады во второй раз в своей карьере.
С 2015 года работал в штабе «Финикс Санз» ассистентом главного тренера. После увольнения Эрла Уотсона 22 октября 2017 года был назначен главным тренером команды.
18 мая 2016 года было объявлено, что Триано займет должность помощника главного тренера (ведущего ассистента) в команде «Финикс Санз».
22 октября 2017 года Триано был назначен временным главным тренером «Санз», полсе увольнение Эрла Уотсона. 26 декабря 2017 года Триано стал первым в истории НБА главным тренером иностранного происхождения, выигравшим 100 игр в лиге, одержав победу над «Мемфис Гриззлис» со счетом 99-97.
24 мая 2018 года «Шарлотт Хорнетс» объявили, что Триано присоединится к их штату в качестве ведущего помощника тренера.
20 мая 2022 года журналист Марк Стейн сообщил, что Триано присоединился к команде «Сакраменто Кингз» в качестве помощника главного тренера на сезон НБА 2022/23.